# Ті, що сплять
«Ті, що сплять» або «Сплячі» (англ. Sleepers) — американський кримінальний трилер режисера Баррі Левінсона (був також сценаристом і продюсером), що вийшов 1996 року. У головних ролях Кевін Бейкон, Роберт де Ніро, Дастін Гоффман. Стрічка заснована на однойменній книзі Лоренцо Каркатерра.
Продюсером був також Стів Ґолін. Вперше фільм продемонстрували 18 жовтня 1996 року у США.

## Сюжет
Нью-Йорк, 60-ті роки 20 сторіччя. Четверо друзів — Лоренцо «Шейкс» Каркатерра, Томмі Маркано, Майкл Салліван і Джон Рейлі — ростуть у кварталі «пекельна кухня». Одна їхня витівка призводить до того, що вони потрапляють у Центр Вілкінсона — виправну школу, де над ними знущаються наглядачі. Через десятиріччя вони отримують шанс помститися.

## У ролях
| Актор            | Персонаж                                                       | Роль                      |
| ---------------- | -------------------------------------------------------------- | ------------------------- |
| Джейсон Патрік   | Лоренцо «Шейкс» Каркатерра (англ. Lorenzo "Shakes" Carcaterra) | один із чотирьох друзів   |
| Бред Пітт        | Майкл Салліван (англ. Michael Sullivan)                        | один із чотирьох друзів   |
| Біллі Крудап     | Томас «Томмі» Маркано (англ. Thomas "Tommy" Marcano)           | один із чотирьох друзів   |
| Рон Елдард       | Джон Райлі (англ. John Reilly)                                 | один із чотирьох друзів   |
| Кевін Бейкон     | Шон Нокс (англ. Sean Nokes)                                    | охоронець виправної школи |
| Роберт де Ніро   | Боббі Карілло (англ. Bobby Carillo)                            | місцевий священик         |
| Вітторіо Гассман | Король Бенні (англ. King Benny)                                | місцевий ґанґстер         |
| Дастін Гоффман   | Денні Снайдер (англ. Danny Snyder)                             | адвокат                   |
| Джеффрі Донован  | Генрі Еддісон (англ. Henry Addison)                            | охоронець виправної школи |

## Сприйняття

### Критика
Фільм отримав здебільшого позитивні відгуки: Rotten Tomatoes дав оцінку 73 % на основі 52 відгуків від критиків (середня оцінка 6,6/10) і 81 % від глядачів із середньою оцінкою 3,6/5 (91,070 голосів). Загалом на сайті фільм має позитивний рейтинг, фільму також зарахований «стиглий помідор» від кінокритиків і «попкорн» від глядачів, Internet Movie Database — 7,4/10 (113 970 голосів), Metacritic — 49/100 (18 відгуків критиків) і 7,8/10 від глядачів (21 голос). Але, в цілому , на цьому ресурсі від критиків фільм отримав змішані відгуки, а від глядачів — позитивні.

### Касові збори
Під час показу у США, що почався 18 жовтня 1996 року, протягом першого тижня фільм зібрав $12 305 745 за результатами 1915 кінотеатрів, що на той час дозволило йому зайняти 1 місце серед усіх тогочасних прем'єр. Фільм зібрав у прокаті у США $53 315 285, у решті світу — $112 300 000, тобто - загалом $165 615 285 , при бюджеті $44 млн.

### Нагороди і номінації[9]
| Рік  | Нагорода                                  | Категорія                                                         | Номінант       | Результат |
| ---- | ----------------------------------------- | ----------------------------------------------------------------- | -------------- | --------- |
| 1997 | 69-та церемонія вручення нагороди «Оскар» | Найкраще музичне оформлення                                       | Джон Вільямс   | Номінація |
| 1997 | Нагорода «Молодий актор»                  | Видатне виконання у художньому фільмі — молодий актор             | Джозеф Перріно | Номінація |
| 1997 | Нагорода «Молодий актор»                  | Видатне виконання у художньому фільмі — другорядний молодий актор | Джеффрі Віґдор | Номінація |
| 1997 | Нагорода «Молода Зірка»                   | Найраще виконання ролі молодим актором у драмі                    | Джозеф Перріно | Номінація |
| 1997 | Нагорода «Молода Зірка»                   | Видатне виконання у художньому фільмі — другорядний молодий актор | Бред Ренфро    | Номінація |
| 1998 | Нагорода Лондонського кругу кінокритиків  | Британська актриса року другого плану                             | Мінні Драйвер  | Перемога  |